# Копосов II
Копосов II — шаровое скопление низкой светимости в гало галактики Млечный Путь в созвездии Близнецов. Было обнаружено вместе с шаровым скоплением Копосов I Сергеем Копосовым и соавторами в 2007 году. Копосов I и Копосов II были описаны их первооткрывателями, как «шаровые скопления низкой светимости, вращающиеся вокруг Млечного Пути», вместе с AM 4, Паломаром 1 и Уайтингом 1.